# 鲁埃格地区孔克
鲁埃格地区孔克（法語：Conques-en-Rouergue，法語發音：[kɔ̃k ɑ̃ ʁwɛʁɡ]）是法国阿韦龙省的一个市镇，属于罗德兹区。该市镇于2016年由原市镇孔克、大瓦布尔、诺阿亚克和杜尔杜河畔圣西普里安合并而成。

## 地名
鲁埃格（Rouergue）是法国历史上的一个行省，大致对应今阿韦龙省。孔克（Conques）则是该市镇的前身及主体。

## 地理
鲁埃格地区孔克（44°36'1"N, 2°23'50"E）面积106.23 平方千米，位于法国奧克西塔尼大區阿韦龙省，该省份为法国南部内陆省份，位于法國中央高原南部，北起顺时针与康塔爾省、洛泽尔省、加尔省、埃罗省、塔恩省、塔恩-加龙省和洛特省接壤。
与鲁埃格地区孔克接壤的市镇（或旧市镇、城区）包括：卡萨尼尤兹、维埃耶维、塞内尔格、普吕讷、诺维亚勒、圣克里斯托夫瓦隆、欧济茨、菲尔米、阿尔蒙莱瑞尼、圣帕尔泰姆、圣桑坦、皮卡佩勒。
鲁埃格地区孔克的时区为UTC+01:00、UTC+02:00（夏令时）。

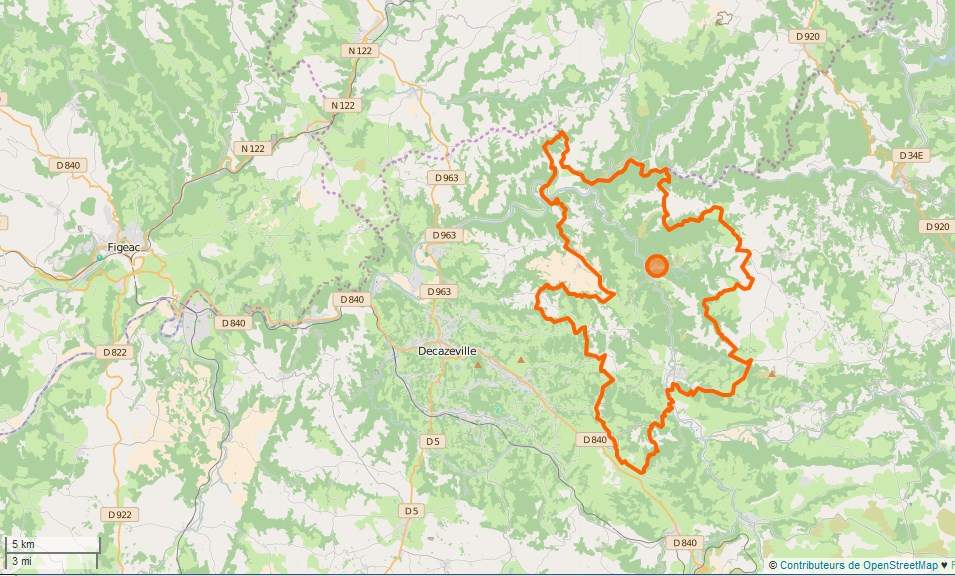
鲁埃格地区孔克的OSM定位图

## 行政
鲁埃格地区孔克的邮政编码为12320，INSEE市镇编码为12218。

## 政治
鲁埃格地区孔克所属的省级选区为洛特-杜尔杜县。

## 人口
鲁埃格地区孔克于2022年1月1日时的人口数量为1555人。